# Helmut Rudolph (Tänzer)
Helmut Rudolph (geboren am 31. Juli 1908 in Berlin-Schöneberg; gestorben am 13. Dezember 1999 in München) war ein deutscher Tänzer, Zeichner und Kostümbildner.

## Leben
Nach der Schulentlassung 1922 besuchte er zwei Jahre lang bis September 1924 die Schule für Kaufleute in der Staatlichen Berufsschule für Jünglinge in Berlin. Danach folgte eine vierjährige Ausbildung für das Schneiderhandwerk in Berlin bis 1928. Anschließend kam die Ausbildung im Zeichnen und Malen in der Modezeichenschule in Berlin bis September 1930. Von Oktober 1930 bis Januar 1931 hatte er eine Probeanstellung am Stadttheater in Beuthen, Oberschlesien als Kostümausstatter. Von Februar bis Juni 1931 machte er ein Zeichenstudium an der Kunstgewerbeschule in Wien. Ab Juli 1931 arbeitete er als Mitarbeiter eines Werbebüros in Berlin und besuchte in Abendkursen Gruppentänze bei Lotte Wernicke, einer Meisterschülerin von Mary Wigman. Dann entschied er sich zur Ausbildung zum Tänzer und lernte von August 1934 bis Juni 1937 modernen Ausdruckstanz nach der Mary-Wigman-Methode. Ab August 1938 bekam er eine Soloverpflichtung für die Oper in Breslau. Im Dezember 1940 wurde er zur Wehrmacht geholt, wo er als Kanonier nach Norwegen musste und nach Kriegsende in französische Kriegsgefangenschaft geriet. Am 26. Juni 1948 wurde er entlassen.
Ab August 1948 wurde er als Solotänzer für das Theater in Rostock verpflichtet und musste nach einem halben Jahr die Ballettleitung übernehmen. Ab August 1949 ging er als Solotänzer an das Staatstheater in Schwerin und hatte dort den größten Erfolg als Maskenverkäufer bei Romeo und Julia. Ab Juni 1951 folgte ein Vertrag als Solotänzer am Opernhaus Leipzig. Im August 1952 wurde er als Aspirant von der Akademie der Künste in Ostberlin aufgenommen. Ab August 1953 machte er sich als Tänzer und Graphiker selbstständig. Im Herbst 1959 machte er eine Chinareise, wo das Kinderbuch Der kleine Yang entstand, es wurde 1962 im Altberliner Verlag gedruckt.
Nach dem Tod der Schwester im Dezember 1963 in West-Berlin und folgender Wohnungsauflösung blieb er im Westen. Seit 1964 lebte er in München, wo in der Zusammenarbeit mit der Bayerischen Staatsoper und Heinz Bosl viele Zeichnungen und Kunstdrucke entstanden. 1999 ist Helmut Rudolph in München gestorben.
Seine Werke sind in das Deutsche Tanzarchiv in Köln aufgenommen worden.

## Ausstellungen
- 1968 Deutsches Theatermuseum München
- 1969 Theater Lünen
- 1975 Galerie der Messerschmitt-Bölkow-Blohm GmbH, München-Ottobrunn
- 1976 Rathausfoyer, Lünen
- 1978 Deutsches Theatermuseum München
- 1980 Staatliches Museum für Völkerkunde, München
- 1981 Haus zum Cavazzen, Stadtmuseum in Lindau am Bodensee
- 1983 Deutsches Museum in München, Kongress-Saal: Folklore Gastspiele, Aquarelle
- 1984 Bayerische Staatsoper, Foyer
- 1987 Bayerische Staatsoper, Foyer
- 1991 Tänze der Völker, Staatliches Museum für Völkerkunde, München
- 1993/1994 Deutsches Theatermuseum München
- 2011 Helmut Rudolph – Tänze der Völker. Villa Meixner / KulturForum Europa, Brühl (Baden)

## Veröffentlichungen
- Der kleine Yang. Zeichnungen von Helmut Rudolph. Text von Alfred Könner nach einer Idee von Rudolph. Alterberliner Verlag Groszer, Berlin 1962.
- Ballettsolisten. 1973.
- Tänze : 6 Aquarelle. 1981.
- Tänze der Völker. 1991.
- Tanz-Graphik. 1998 (enthält Kurzbiographie).

## Film
- Der verwöhnte Prinz. Zeichentrickfilm. Erstsendung 1966.

## Sekundärliteratur
- Vesna Mlakar: Berufung auf Umwegen. Zum – unbemerkten – Tod des Tänzers und Graphikers Helmut Rudolph. In: Applaus, München, Nr. 11/2001.